# Sphex muticus
Sphex muticus är en biart som beskrevs av Kohl 1885. Sphex muticus ingår i släktet Sphex och familjen grävsteklar. Inga underarter finns listade i Catalogue of Life.